# 吉野作造
吉野 作造（よしの さくぞう、1878年〈明治11年〉1月29日 - 1933年〈昭和8年〉3月18日）は、大正時代を中心に活躍した日本の政治学者、思想家。「民本主義」という訳語の提唱者。袁世凱の長男、袁克定の家庭教師。「黎明会」の設立発起人。東京帝国大学で教壇に立ち、大正デモクラシーの立役者となった。初名は「作蔵」で、大正6年（1917年）5月「作造」と改名した。号は「古川学人」。弟は商工官僚・政治家の吉野信次。

## 来歴
明治11年（1878年）、宮城県志田郡大柿村96番地（現・大崎市古川十日町）に木綿織物の原料を扱う糸綿商吉野屋を営む父・年蔵、母・こうの長男として生まれた。当時の吉野屋には、祖母、両親、5歳と3歳になる二人の姉、そして父の姉夫婦が同居していた。作蔵（作造）は長男であったが、長子に跡目を継がせぬという宮城県北部の家督相続の風習により、家業を継がなかった。吉野家は明治25年（1892年）6月8日に長姉の婿養子・和平が相続している。
明治17年（1884年）3月、6歳で古川尋常小学校（現・古川第一小学校）に入った。初めて読んだ漢文の書物は『皇朝史略』で、二人の姉から読み方を教わった。明治19年（1886年）7月、高等小学校一年生の時、古川講習会に参加したことがあった。明治25年（1892年）6月、宮城県尋常中学校（現、仙台一高、校長は大槻文彦）が開校し、古川から初めて吉野が推薦された。このとき吉野は14歳であった。

### 中学時代
明治28年（1895年）の旧制中学校入学の年が林子平の百回忌にあたり、校長・大槻文彦が子平の伝記を講義した。作造は、その中から面白いと思ったことを書き留め、雑誌『青年文』明治28年（1895年）2月号に『林子平の逸事』という題で投稿した。子平の探究心と行動力、周囲に惑わされない思慮深さなどを紹介している。またこの頃、劣勢の南朝のために奮戦した菊池氏の孤忠を、「寒桜」に譬えた作文を書いた。同年7月、学内誌『如蘭会雑誌』第一号の「松風録」にも林子平についてのことを書き記している。中学校では、回覧雑誌発行に熱中する様になり、二年生の時『常磐文学』を始めた。会員増加や対抗誌が出来るなど、学内でも回覧雑誌が流行した。吉野は、回覧雑誌編集を通じて友人をつくった。その中の一人に小学校からの友人・三浦吉兵衛がいた。

### 和歌
明治28年（1895年）、日清戦争の戦勝に際しては下記のような秀歌を詠んでいる。

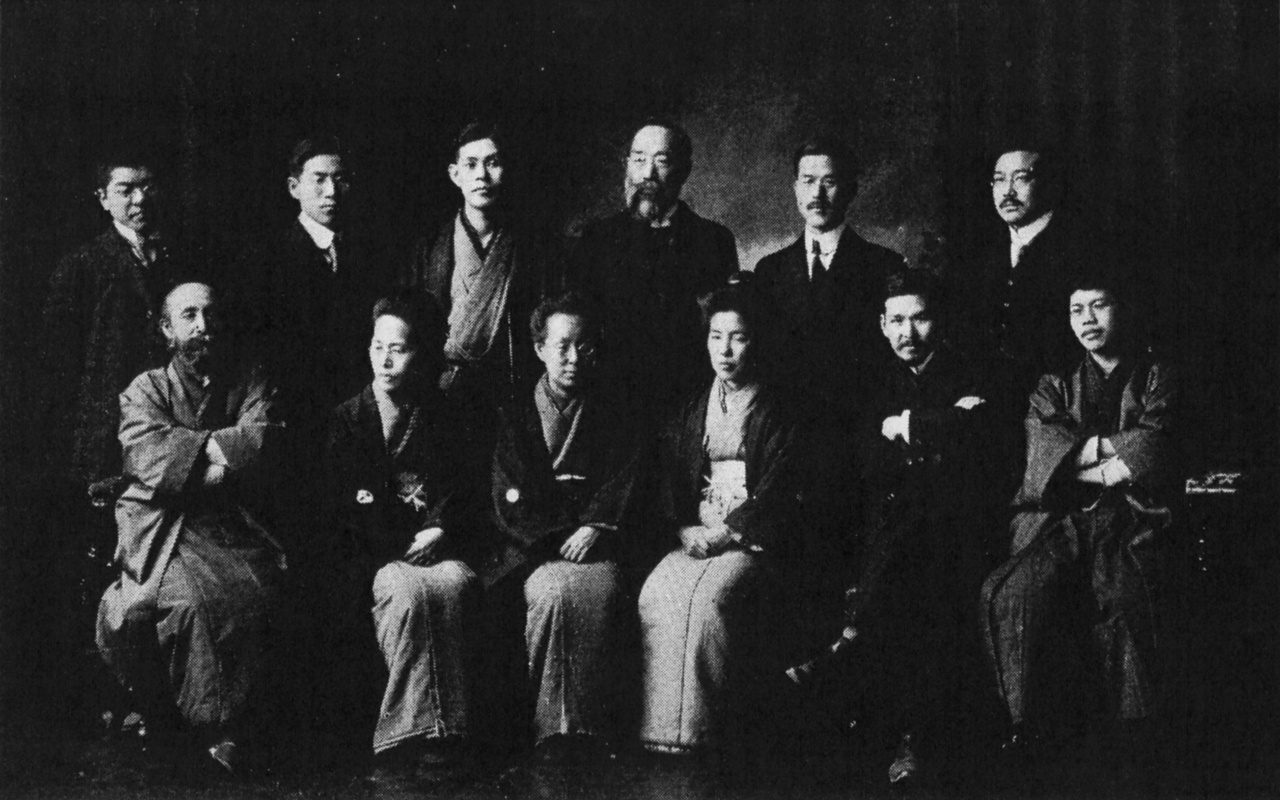
1913年頃の雑誌『新人』の同人（前列左から湯浅治郎、海老名みや、松井友子、野口せい子、小山東助、右端不明、後列左から和田信次、相原一郎介、吉野作造、海老名弾正、加藤直士、鈴木文治）

### 高校時代
明治30年（1897年）9月、第二高等学校法科に無試験合格する。尚絅女学校校長アニー・S・ブゼルの聖書研究会に参加。
明治31年（1898年）7月3日、内ヶ崎作三郎・島地雷夢らと三人一緒に浸礼を受ける。キリストネーム「ピリポ」。二高で事件となった。
明治33年（1900年）5月14日、20歳の「たまの」との婚姻届出す。7月、二高を卒業。9月、東京帝国大学法科大学に入学。本郷教会（牧師海老名弾正）で三沢糾らとともに『新人』の編集に参加協力する。

### 政治学へ

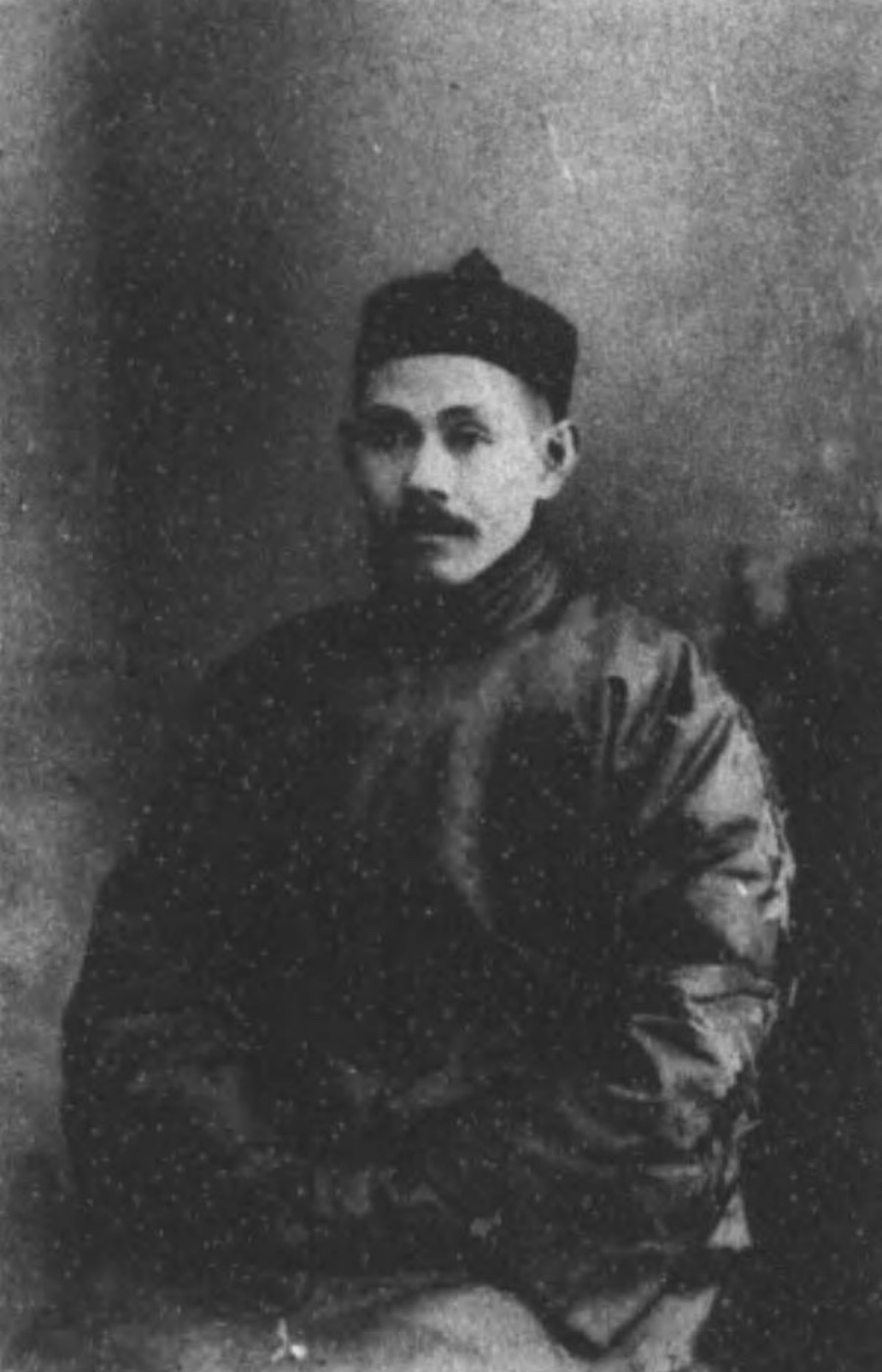
天津時代の吉野作造（1908年3月）

東京帝国大学では小野塚喜平次の薫陶をうける。実家は吉野を大学に出す経済的余裕がなかった。妻「たまの」も仙台で小学校勤務を続けながら、十戸で長女・信を育てることとなった。信はのちに建築家土浦亀城と結婚する。
明治36年（1903年）、英語雑誌からエスペラントを知り、ロンドンから教科書を取り寄せて勉強。明治37年（1904年）、東京帝国大学法科大学政治学科卒業（銀時計受領）し、同大学院進学。同大工科大学講師就任。
明治39年（1906年）1月、袁世凱の招聘を受け、長男・袁克定の家庭教師として、妻「たまの」と三女・光子を伴って天津に赴任。袁家が北京に移住すると、吉野は天津に残り、1907年（明治40年）9月から1年間北洋法政專門学堂の教鞭を執る。明治42年（1909年）1月に帰国し、2月5日東大法科大学助教授就任。明治43年（1910年）4月より3年間の欧米留学。大正2年（1913年）7月、3年間の留学を終えて帰国後、東京大学で政治史講座を担当することになった。初めての講義は、「現代政治的進化の外観」と題し、主に「社会主義」の過去・現在より各国における回答の情勢を詳述した。

### 民本主義の主張
大正3年（1914年）1月、『中央公論』編集主幹の瀧田樗陰に頼まれ、同誌に「学術上より見たる日本問題」を寄稿し、国際社会の一員としての日本人のあり方に批判的な目を向けている。4月号には「民衆的示威運動を論ず」を寄稿、日本の民衆運動にも民衆の自覚という肯定的な面を主張した。
大正4年（1915年）、『中央公論』7月号の「大正政界の新動向」論説で古川学人という筆名を使用した。同年、法学博士号を授与される。
大正5年（1916年）、同誌1月号に代表作となった評論「憲政の本義を説いて其有終の美を済すの途を論ず」を発表。大正デモクラシーの代表的な論客となる。大正7年（1918年）、白虹事件が起こると、吉野は言論の自由を擁護して浪人会の暴行事件を非難、同会との間で立会演説会を開き聴衆の圧倒的支持を得た。これをきっかけに福田徳三・今井嘉幸らとともに「頑迷思想の撲滅」をめざす黎明会を結成。
大正12年（1923年）9月1日、関東大震災で研究室と図書館が火災に遭った際、吉野は貴重な資料を取り出そうとして燃える図書館に二度突入を試みたが、果たせず。炎を見上げながら立ち尽くす吉野の頬を数条の涙が光っていたという。大正13年（1924年）11月、東大教授の職を辞任し、東京朝日新聞に編集顧問兼論説委員として入社するが、政治評論がもとで同年退社。大正13年（1924年）2月7日、東京帝大教授をやめ、朝日新聞社に入社し、4月1日-6日「枢府と内閣」で筆禍、5月29日退社した。東大の講師に戻り、11月明治文化研究会を組織。尾佐竹猛、石井研堂、宮武外骨、小野秀雄、藤井甚太郎ら、在野の人物を含む異色のメンバーを集めたことは、吉野の視野の広さと包容力の大きさを現している。同会のメンバーと『明治文化全集』30巻の刊行（1927年10月5日-1930年7月25日）に尽力する。吉野及び宮武の収集が、東大の明治新聞雑誌文庫の基になった。
昭和2年（1927年）、女子経済専門学校（現東京文化学園）理事・教授。晩年は無産政党との関係を強め、右派無産政党である社会民衆党の結成に関わっている。なお、赤松克麿は吉野の娘婿である。
昭和8年（1933年）1月、肋膜炎を発症し神奈川県三浦郡逗子町の湘南サナトリウムに入院。3月18日、55歳で死去。墓所は多磨霊園。

## 思想
吉野は民本主義を尊重した思想家として知られている。民主主義は「Democracy」の訳語であり、民主主義とは違うと主張した。吉野は民主主義は手段の民主性を、民本主義は結果の民主性を求めるものと定義した。議会における大岡育造の質問に触発され、 軍首脳が閣議を経ずに直接的に天皇に上奏（帷幄上奏）することを、「戦時」のみならず「平時」においても存在する二重権力だと解釈して批判したため、後の統帥権問題にまつわる一因ともなった。つまり、吉野やマスコミの誤った論調は、その批判意図とは別に逆手にとられ、二重政府が憲法からあたかも導かれると誤解させ、かえって荒木貞夫をはじめ昭和の軍人によって平時においても統帥権をもち、軍隊が政府さえも導くことができると主張するのに益したとされている。
吉野自身は、朝鮮独立運動家や中国の民族主義者に対して共感する部分が多く、朝鮮独立運動家の呂運亨について、道徳的に評価できると弁護したり、孫文の起こした辛亥革命に対しての共感を覚えている。また、関東大震災朝鮮人虐殺事件について批判論文を発表するなどした。
日本は「君主君本（清国や李氏朝鮮）」でも「民主民本（共和政治）」でもなく、「君主民本」である。天皇が民衆を慈父のように憐れんできたことは史書や御製にも見えると話す佐々木安五郎との対論において、吉野作造は次の様に述べた。

## 人物
- 安部磯雄、島田三郎らとともに東京専門学校の科外講師としてしばしば招かれていた[27]。
- 明治大学、日本大学、法政大学でも講師を務めた[28]。
- 同志社大学でも嘱託講師を務め、昭和3年（1928年）、海老名弾正総長辞任時には後継候補として学生たちの間で名前が挙がったこともあった[29]。
- 色白で身体の弱い少年だった[5]。
- 関東大震災時、大杉栄らとともに吉野作造も陸軍による暗殺対象であった[30]。

## 著作
- 『古い政治の新しい観方』
- 『現代政治講話』
- 『日本無産政党論』
- 『現代憲政の運用』各・みすず書房、リプリント版1988年、オンデマンド版2005年
- 『吉野作造選集』（全16巻、岩波書店、1995-96年）、オンデマンド版2016年
- 『吉野作造政治史講義　矢内原忠雄・赤松克麿・岡義武ノート』（講義録研究会編、岩波書店、2016年）

- ※以下は主な新版著作
  - 『中国・朝鮮論』（平凡社東洋文庫、松尾尊兊編）、ワイド版2006年
  - 『吉野作造評論集』（岩波文庫、岡義武編）、復刊2016年ほか
  - 『吉野作造　閑談の閑談（抄）』（日本図書センター「人間の記録」、1998年）
  - 『憲政の本義　吉野作造デモクラシー論集』（中公文庫、2016年）、解説苅部直
  - 『憲政の本義、その有終の美』（山田博雄現代語訳・解説、光文社古典新訳文庫、2019年）

## 記念館
- 生誕地の宮城県大崎市古川（旧・古川市）に「吉野作造記念館」（市立[31]）があり、地元NPO法人古川学人が運営を行っている。北緯38度34分54秒 東経140度58分22秒 / 北緯38.581614度 東経140.972750度

## 親族
- 長女 土浦信子 - 建築家。土浦亀城の妻[32]。
- 二女 赤松明子 - 社会運動家。赤松克麿の妻[32]。
- 三女 小松光子 - 小松清の妻[32]。

### その他
- 田澤晴子『吉野作造と柳田国男－大正デモクラシーが生んだ「在野の精神」』ミネルヴァ書房〈人と文化の探究〉、2018年
- 井上ひさし『兄おとうと』 新潮社、2003年 - 作造・信次兄弟の評伝劇
- 太田哲男『吉野作造 人と思想』清水書院、2018年
- 今野元『吉野作造と上杉愼吉　日独戦争から大正デモクラシーへ』名古屋大学出版会、2018年
- 松本三之介『吉野作造 近代日本の思想家11』東京大学出版会、2008年
- 三谷太一郎『大正デモクラシー論　吉野作造の時代』東京大学出版会、第三版2013年